# Região Geográfica Imediata de Camacan
A Região Geográfica Imediata de Camacan é uma das 34 regiões imediatas do estado brasileiro da Bahia, uma das 4 regiões imediatas que compõem a Região Geográfica Intermediária de Ilhéus-Itabuna e uma das 509 regiões imediatas no Brasil, criadas pelo IBGE em 2017. É composta de 8 municípios.

## Municípios
| Município   | População Estimativa 2018 | Produto Interno Bruto (2015) | PIB per Capita (2015) | Área (km²)   |
| ----------- | ------------------------- | ---------------------------- | --------------------- | ------------ |
| Arataca     | 11 079                    | R$ 98 994                    | R$ 8,434              | 435,96       |
| Camacan     | 31 968                    | R$ 266 623                   | R$ 8,031              | 584,85       |
| Canavieiras | 31 301                    | R$ 299 946                   | R$ 9,016              | 1 332,76     |
| Jussari     | 5 902                     | R$ 54 256                    | R$ 8,506.             | 329,19       |
| Mascote     | 13 931                    | R$ 135 491                   | R$ 9,107              | 788,49       |
| Pau Brasil  | 9 981                     | R$ 88 363                    | R$ 8,102              | 626,30       |
| Santa Luzia | 12 751                    | R$ 106 257                   | R$ 7,798              | 680,78       |
| Una         | 19 484                    | R$ 282 836                   | R$ 12,795             | 1 222,49     |
| Total       | 136 397                   | R$ 1 332 766                 | R$ 9,112              | 6 000,81 Km² |